# Telmatobufo bullocki
Telmatobufo bullocki – gatunek rzadkiego płaza bezogonowe z rodziny Calyptocephalellidae.

## Taksonomia
W 1975 S. Venegas zsynonimizował gatunek z Aruncus venustus, a więc i z Telmatobufo venustus. W 1982 Formas i Veloso ponownie przyznali mu rangę odrębnego gatunku.

## Występowanie
Płaz ten jest endemitem Chile, występuje jedynie w kilku miejscach pasma górskiego Nahuelbuta i jego podnóży w regionach Araukania i Biobío, na szerokości geograficznej 37–38°S. Lokalizację typową zapisano jako „Cerros de Nahuelbuta, Province of Malleco, Chile”.
Gatunek odnotowywany był na wysokości od 133 do 1200 metrów nad poziomem morza. Siedlisko zwierzęcia stanowią lasy bukanowe klimatu umiarkowanego.

## Rozmnażanie
Kijanka, wolno pływająca larwa, zamieszkuje strumienie o wartkim nurcie. Odżywia się glonami, które zdrapuje z podwodnych kamieni.

## Status
W Czerwonej księdze gatunków zagrożonych IUCN Telmatobufo bullocki od 2017 roku klasyfikowany jest jako gatunek zagrożony (EN). Poprzednio, od 2004 roku przysługiwał mu status krytycznie zagrożonego (CR), wcześniej nie przyznawano go z powodu braku wystarczających danych (od 1996), przy czym od 1994 uznawano go za rzadki.
T. bulllocki toleruje tylko umiarkowane zmiany w środowisku. Wśród zagrożeń dla gatunku wymienia się nie tylko deforestację, ale także tworzenie plantacji sosny, co wiąże się z zamuleniem strumieni, co zwiększa trudności w wyżywieniu się kijanek. Zagrożenie stanowią też introdukowane ryby łososiowate.
Choć w obrębie zasięgu występowania jest położony Park Narodowy Nahuelbuta, to jednak nie stwierdzono w nim żadnych stanowisk gatunku, występuje on jednak na prywatnych obszarach chronionych.
Płaz wymaga dalszych badań w celu dokładniejszego ustalenia jego zasięgu występowania, a także dodatkowej ochrony miejsc, w których występuje.